# Jean-Baptiste de la Croix Chevrière de Saint-Vallier

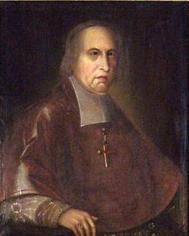
Jean-Baptiste de La Croix Chevrière de Saint-Vallier

Jean-Baptiste de la Croix Chevrière de Saint-Vallier (* 14. November 1653 in Grenoble; † 26. Dezember 1727 in Québec) war von 1688 bis zu seinem Tod der zweite Bischof von Québec.
Für sein Wirken ehrte die kanadische Regierung, vertreten durch den für das Historic Sites and Monuments Board of Canada zuständigen Minister, am 21. Juni 1990 La Croix de Chevrières de Saint-Vallier und erklärte ihn zu einer „Person von nationaler historischer Bedeutung“.

## Herkunft
In der südfranzösischen Stadt Grenoble als Sohn einer wohlhabenden Landbesitzerfamilie geboren, trat de la Croix in das Seminar von Saint-Sulpice in Paris ein und erhielt 1672 im Alter von 19 Jahren ein Lizenziat für Theologie. 1681 wurde er zum Priester geweiht, 1683 gründete er ein Krankenhaus in Saint-Vallier.

## Bischof von Québec
1687 wurde er von Ludwig XIV. als Nachfolger von François de Montmorency-Laval zum Bischof von Québec ernannt. Engagiert war er während seiner Bischofszeit in der kanadischen Mission. Außerdem gründete er das Krankenhaus Hôpital-Général de Québec und die Ordensgemeinschaft der Ursulinen von Trois-Rivières. Umstritten ist sein autokratischer Führungsstil, welcher das Bistum in eine finanzielle Schieflage brachte.